# Djalma Oliveira
Djalma Oliveira é um cantor, empresário e produtor brasileiro, conhecido por ter descoberto Margareth Menezes, ao lançar o single "Faraó (Divindade do Egito)". Depois de doze álbuns gravados no Brasil, e dois nos Estados Unidos, Oliveira foi convidado para trabalhar na Mazana, empresa de produções artísticas da famosa banda baiana Chiclete com Banana.
Começou sua carreira como músico e vocalista de bandas pop/rock/mpb na Salvador do final dos anos 70. No início dos anos 80 muda-se para o Rio de Janeiro, onde conhece Bolão, percussionista de Caetano Veloso e toca e convive com a nata da música nordestina, ora em franco destaque no cenário artístico nacional. Entre seus contemporâneos e parceiros da época estavam Manduka, Jonga e Geraldo Azevedo. Lança então seu primeiro single, "O Retorno do Faraó", extraído do álbum Luz de Lamparina. De volta a Salvador, inicia uma carreira de sucesso como cantor, compositor e produtor musical, gravando o histórico álbum "Ilha das Nambus", que precedeu o megasucesso "Faraó", onde a convidada Margareth Menezes, até então uma atriz/cantora desconhecida e em início de carreira,  é revelada ao grande público. Ao iniciar seu projeto de lançar uma gravadora, é convidado por Bell, vocalista e líder do Chiclete com Banana para trabalhar com a banda. Em 2011 desliga-se da Mazana para criar sua própria produtora.

## Discografia Básica
- Ilha das Nambus (1980)
- Faraó (1981)
- Merenguexá (1988)
- A Terça do Reggae
- Cada Pedra do Pelô